# Fulacunda
Fulacunda è un settore della Guinea-Bissau facente parte della regione di Quinara.